# 捷齊克
49°8′19″N 39°11′7″E / 49.13861°N 39.18528°E
泰齊克（烏克蘭語：Тецьке）是位於烏克蘭東部的村莊，由盧甘斯克州舊比利斯克區的奇米里夫卡市鎮負責管轄。該村始建於1858年，面積0.95平方公里，海拔高度102米，2001年人口166，人口密度每平方公里174.7人。